# Toi (König)
Toi war laut biblischem Bericht ein König von Hamath. Er wird lediglich in 2 Sam 8,9–10  und 1 Chr 18,9–10  genannt. Es handelt sich dabei um Parallelstellen, die in ähnlichem Wortlaut von Glückwünschen des Toi an David zu seinem Sieg über Hadad-Eser berichten.
Nach beiden Stellen schickt Toi seinen Sohn zu David schickt. Neben den Glückwünschen zum Sieg, bringt er Gefäße aus Gold, Silber und Bronze als Geschenke mit. Diese weiht David JHWH (V. 11), was darauf hindeutet, dass sie für den geplanten Tempel bestimmt waren. Außerdem sollte Hadoram den israelitischen König nach seinem Wohlergehen fragen und ihm Glück wünschen, bzw. ihn segen (vgl. 2 Sam 8,9–10 , 1 Chr 18,9–10 ). Als Grund für Tois Gruß werden seine kriegerischen Auseinandersetzungen mit Hadad-Eser genannt. Vermutlich steckt nicht nur Dankbarkeit hinter dem Gruß, sondern primär ein diplomatischer Schachzug, um sich in Davids Gunst zu stellen und einer Abhängigkeit entgegenzuwirken.
Die Wiedergabe des Namens des Königs variiert in beiden Bibelstellen.
|                        | 2Sam 8,9–10                    | 1Chr 18,9–10                                       |
| ---------------------- | ------------------------------ | -------------------------------------------------- |
| Hebräische Bibel       | תֹּעִי tōî                        | תֹּעוּ tōʿū                                           |
| Septuaginta            | Θοου Thou                      | Θωα Thōa                                           |
| Vulgata                | Thou                           | Thou                                               |
| Deutsche Übersetzungen | Toï bzw. Toi Menge-Bibel: Thoi | Toï bzw. Toi Menge-Bibel: Thou Züricher Bibel: Tou |

Josephus schreibt Θαῖνος Thaînos. Die Etymologie des Namens ist unbekannt. Vermutlich ist er hurritischer oder kleinasiatischer Herkunft, vgl. hurritisch Taḫi und keilschriftlich Tuḫi.
Der Name des Sohnes Tois wird in 1Chr mit Hadoram, hebräisch הֲדֹורָם hᵃdōrām, wiedergegeben. 2Sam nennt ihn Joram, hebräisch יורָם jōrām. Dieser Unterschied wird auch in vielen deutschen Bibelübersetzungen übernommen. Die Einheitsübersetzung, die Lutherbibel und die Gute Nachricht Bibel verwenden auch in 2Sam den Namen Hadoram. Dieser Variante ist der Vorzug zu geben, da sie anstelle des israelitischen Gottesnamens JHWH den Götternamen Hadad beinhaltet und „Hadad ist erhaben“ oder „Hadad liebt“ bedeutet.